# 森田恵奈
森田 恵奈（もりた えな、1986年10月30日 - ）は、関西で活躍しているフリーアナウンサー。オフィスキイワード所属。滋賀県在住。

## 現在出演中の番組

### テレビ
- キラりん滋賀（木曜日、びわ湖放送〈BBC〉）[3]
- e-おうみNOW（火曜日、東近江スマイルネット）
- しらしがテレビ (BBC)
- 光ル☆おおつ (BBC)

### ラジオ
- ニュース・天気予報（シフト、FM滋賀）
- トリコロール（第2週、FM滋賀）

### CM
- 大輪建設 (BBC) ※現在終了
- JA北河内 (FM-HANAKO)
- Honda Cars滋賀西（FM滋賀）

## 過去に出演した番組

### テレビ
- @あっと!テレわか（2012年4月[4] - 2014年3月、テレビ和歌山）
- 5チャンDO!（2014年4月 - 2015年3月[5]、テレビ和歌山）
- 土曜はドキドキ（北陸朝日放送）
- ART&SPORTS (ZTV)
- GOOD楽 (J:COM)

### ラジオ
- e-smile（FM滋賀）
- ゆうラジ（radio sweetFMひがしおおみ）
- レディエッセンス（FM大阪）
- ラジオの時間（FM尼崎）
- ビタミンラジオ（さくらFM）
- トワイライトブレイク (FMGIG)
- GO!GO!ウィークエンド（ゲスト、FM滋賀）
- 山崎弘士のGOGOリクエスト（2015年3月頃、KBS京都）レポーター
- FM大阪 レポーター
- Trunk!〜土曜6時はeラジMU・SU・ME〜（ - 2016年3月、FM滋賀）

## その他
- NHKおかあさんといっしょ コンサート ナレーション
- さかなクンおもしろトークショー 司会
- アニメーション神戸交流会 司会
- 三ノ宮アートモールフェスタ 司会
- 神戸マルチメディアインターネット協議会 司会
- 海遊館25周年特別記念イベント ねば〜る君 ステージショー[6]